# U77 (潜水艦・2代)

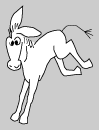
U-77の所属した第29潜水隊群のエンブレム

U-77は、ブレーメン・フェーゲザックにあるブレーマー・ヴルカーン造船所で建造されたナチス・ドイツ海軍のVIIC型Uボートである。U-77の竜骨は1940年3月28日、ドイツのブレーメン・フェーゲザックのブレーマー・ヴルカーン造船所で建造番号5として起工された。U-77は1940年11月23日に進水し、1941年1月18日に就役した。1942年9月2日までハインリッヒ・ションダー中尉が、後任のオットー・ハルトマン中尉がUボートの損失まで引き続き指揮を執った。
1943年3月29日、U-77は2機のイギリス軍機によって大破した後、スペインのカルペ沖で自沈した。

## 艦歴
U-77は11回の哨戒を行い、15隻の船合計31,171総登録トンと1,050トンを撃沈し、他の2隻合計5,384総登録トンに損傷を与えた。また、2隻の軍艦合計2,880トンに損傷を与え、2隻の船11,637総登録トンを全損させた。U-77は6つのウルフパックに参加した。

### 第1哨戒
1941年5月29日、U-77はキールを出港した。U-77はアイスランドとフェロー諸島の間の隙間を航行した。
6月13日、U-77はレース岬(ニューファンドランド)南東でトレジリアンを撃沈した。艦載砲を使用してU-77は87発撃ち、60〜65発を命中させた。しかしとどめを刺すには魚雷が必要であった。U-77はその後、22日にセントジョンズの東450海里(830km、520マイル)地点で、気象観測船アラカカを撃沈した。生存者はいなかった。ファーベル岬(グリーンランド)の南でアンナ・ブルガリスに対し同様の行為を行った。
7月7日、U-77は占領下のフランスのサン・ナゼールにドック入りした。

### 第2、第3哨戒
1941年8月2日、U-77はサン・ナゼールを出港して2回目の急襲を開始したが、大西洋の広範囲を哨戒したにもかかわらず、9月10日に何も戦果を得ることなくフランスの基地に帰還した。
3回目の出撃で、U-77は再びアイルランドとビスケー湾の西を哨戒したが、何も発見することができなかった。

### 第4哨戒
U-77の次の哨戒は2部に分けられた。第1部では地中海を航行した。1941年12月10日、サン・ナゼールを出発したU-77は、厳重に防衛されたジブラルタル海峡を通り過ぎ、19日にシチリア島北東のメッシーナに入港した。
その道中、15日にトラファルガー岬から34海里(63km、39マイル)地点でエンパイア・バラクーダを撃沈した(ジブラルタル通過前）。
第2部では、1942年1月12日にトブルク沖でイギリス駆逐艦キンバリーの攻撃に参加した。キンバリーの艦尾は吹き飛ばされたが、ボンベイで長期の修復を行う前に一時的な修理を行うためにアレクサンドリアに曳航された。キンバリーは1944年1月に復帰した。
1月14日、U-77はギリシャのサラミスにドック入りした。

### 第5哨戒
1942年4月1日の深夜、U-77はシディ・バラニの北北東で、第815艦隊航空隊のフェアリー・ソードフィッシュの攻撃を受けた。この時の攻撃でU-77は潜航不能となった。3日、U-77はサラミスに帰還した。

### 第6哨戒
4月、イタリア北西にあるラ・スペツィアに移動し、1942年6月6日、U-77は2部構成の哨戒の第1部のため出港した。12日、U-77は駆逐艦グローヴをソルムの北で撃沈した。この船はヴィガラス作戦(マルタへの増援輸送作戦)に参加中であった。
7月4日、U-77は現在のイスラエル沿岸の沖合でイギリスのT型潜水艦スラッシャーの攻撃を受けたが、無事であった。(注:この出来事にはいくつかの混同があり、「Uboat.net」のU-77の記事には4日にU-77はさらに西の方にいたと書かれており、攻撃を受けたことには言及されていない)
7月9日、U-77はサラミスで哨戒を終えた。

### 第7、第8哨戒
1942年7月16日、サラミスを出航し、22日にキプロスの西で艦載砲10発を撃ち、ギリシャ帆船ヴァシリキを撃沈した。この哨戒での戦果は1隻のみであった。
8月下旬、U-77は一時アドリア海の「トップ」に位置するクロアチアのポーラ(またはプーラ)に移動し、11月1日に再びラ・スペツィアに向かう前に1942年10月12日にそこから出撃した。

### 第9哨戒
1942年11月12日、U-77はスループのストークを雷撃したが、翌日アルジェ北東でコルベットのロータスとポピーの攻撃を受けた。U-77はわずかに損傷し、12月5日にラ・スペツィアに帰還した。

### 第10哨戒
1943年2月7日、U-77はさらに2隻の船、エンパイア・バナーとエンパイア・ウェブスターを両方ともアルジェの西で撃沈した。1月26日、U-77はラ・スペツィアを出港し、2月10日に帰還した。

### 第11哨戒

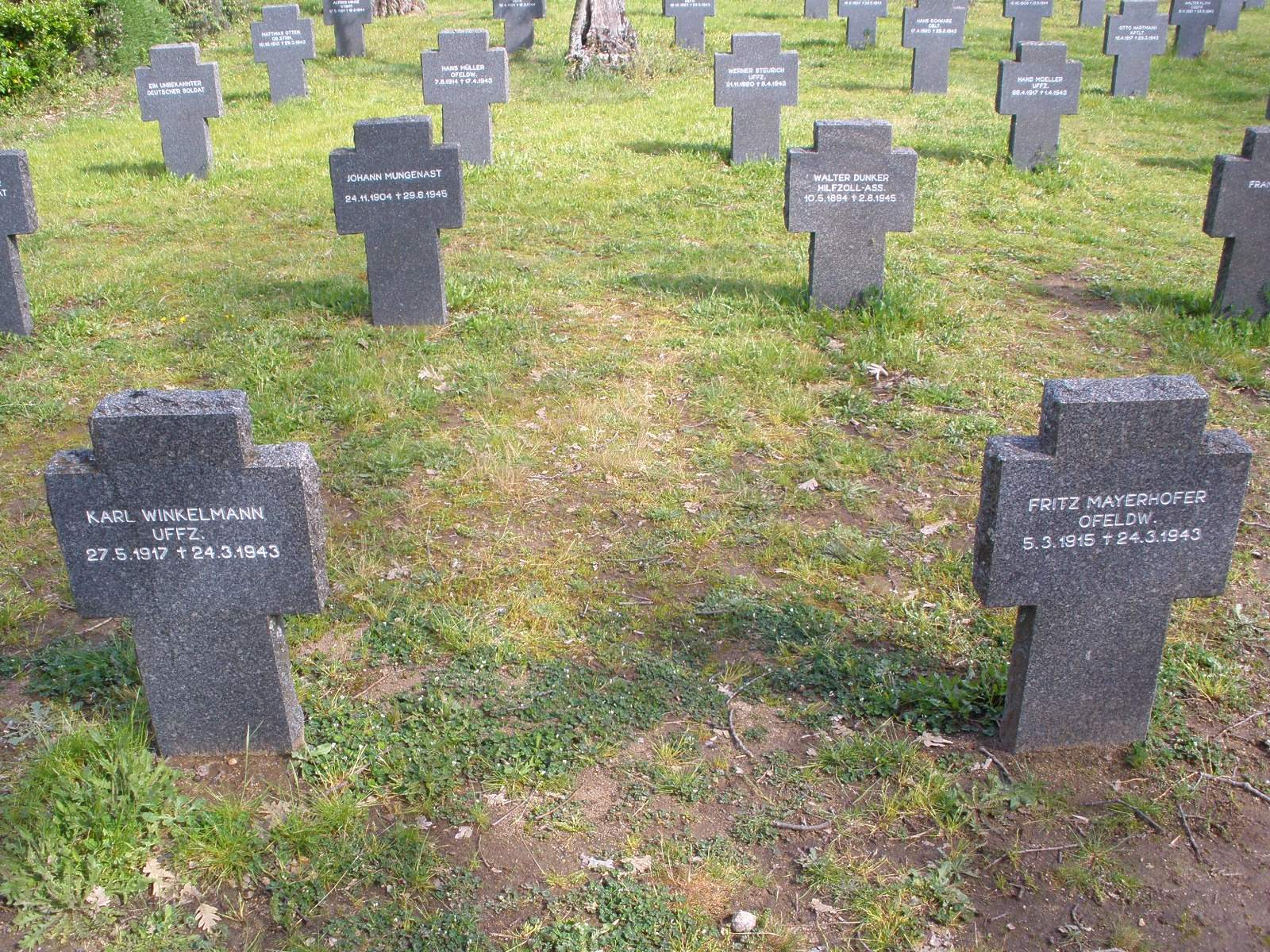
クアコス・デ・ユステにあるドイツ軍墓地。手前は潜水艦の乗組員二人の墓である。1983年、スペインに埋葬された第一次世界大戦と第二次世界大戦時の全てのドイツ兵と水兵が墓から掘り出され、この墓地に埋葬された。U-77の乗組員の死体はアリカンテの墓地から最後の安息の地であるクアコスへ運ばれた

1943年3月3日、U-77はラ・スペツィアを最後に出港した。3月28日、U-77はジブラルタルに駐留していたイギリスの第48飛行隊のV機と第233飛行隊のL機から成るロッキード・ハドソン2機の攻撃を受けた。U-77は爆雷を投下され、大破した。翌日の3月29日の1時15分にハルトマンは乗組員に船を降りるように命じ、カルタヘナのデ・パロス岬の北緯37度42分 東経00度10分 / 北緯37.700度 東経0.167度地点で自沈した。

### ウルフパック
U-77は6つのウルフパックに参加した。
- ヴェスト (1941年6月6日～6月20日)
- グレーンラント (1941年8月10日～23日)
- クアフュルスト (1941年8月23日～9月2日)
- ゼーヴォルフ (1941年10月21日～31日)
- ライセヴォルフ (1941年10月21日～10月31日）
- シュテルテベッカー (1941年11月15日～12月2日）

## 戦果一覧
| 日付           | 船名                       | 国籍                         | トン数 | 結果 |
| -------------- | -------------------------- | ---------------------------- | ------ | ---- |
| 1941年6月13日  | トレジリアン               | イギリス                     | 4,743  | 沈没 |
| 1941年6月22日  | アラカカ                   | イギリス                     | 2,379  | 沈没 |
| 1941年6月25日  | アンナ・ブルガリス         | ギリシャ                     | 4,603  | 沈没 |
| 1941年12月15日 | エンパイア・バラクーダ     | イギリス                     | 4,972  | 沈没 |
| 1942年1月12日  | キンバリー                 | イギリス海軍                 | 1,690  | 損傷 |
| 1942年6月12日  | グローヴ                   | イギリス海軍                 | 1,050  | 沈没 |
| 1942年7月22日  | ヴァシリキ                 | ギリシャ                     | 140    | 沈没 |
| 1942年7月24日  | トゥフィク・エル・ラーマン | シリア                       | 30     | 沈没 |
| 1942年7月30日  | ファンニー                 | エジプト                     | 43     | 沈没 |
| 1942年8月1日   | セント・サイモン           | エジプト                     | 85     | 沈没 |
| 1942年8月6日   | アドナン                   | エジプト                     | 155    | 損傷 |
| 1942年8月6日   | エゼット                   | エジプト                     | 158    | 沈没 |
| 1942年8月10日  | カルーフ                   | イギリス委任統治領パレスチナ | 158    | 沈没 |
| 1942年8月16日  | ダニエル                   | イギリス委任統治領パレスチナ | 100    | 沈没 |
| 1942年8月20日  | マフラス                   | シリア                       | 18     | 沈没 |
| 1942年11月12日 | ストーク                   | イギリス海軍                 | 1,190  | 損傷 |
| 1943年2月7日   | エンパイア・バナー         | イギリス                     | 6,699  | 沈没 |
| 1943年2月7日   | エンパイア・ウェブスター   | イギリス                     | 7,043  | 沈没 |
| 1943年3月16日  | ハドレー                   | イギリス                     | 5,222  | 全損 |
| 1943年3月16日  | マーチャント・プリンス     | イギリス                     | 5,229  | 損傷 |
| 1943年3月26日  | シティ・オブ・パース       | イギリス                     | 6,415  | 全損 |